# Населённые пункты Енисейского района
Статья-список населённых пунктов Енисейского района.

## Список

### существующие населённые пункты
В Енисейском районе 63 существующих населённых пунктов.
| №  | Населённый пункт     | Тип     | Население | Муниципальное образование |
| -- | -------------------- | ------- | --------- | ------------------------- |
| 1  | Абалаково            | село    | 1451      | Абалаковский сельсовет    |
| 2  | Абалаково            | посёлок | ↘953      | Железнодорожный сельсовет |
| 3  | Айдара               | деревня | ↘166      | Маковский сельсовет       |
| 4  | Александровский Шлюз | посёлок | ↘128      | Луговатский сельсовет     |
| 5  | Анциферово           | деревня | ↘201      | Погодаевский сельсовет    |
| 6  | Байкал               | посёлок | 175       | Верхнепашинский сельсовет |
| 7  | Безымянка            | деревня | ↗452      | Луговатский сельсовет     |
| 8  | Борки                | деревня | ↗8        | Озерновский сельсовет     |
| 9  | Верхнепашино         | село    | 2870      | Верхнепашинский сельсовет |
| 10 | Ворожейка            | деревня | ↘1        | Маковский сельсовет       |
| 11 | Высокогорский        | посёлок | ↘948      | Высокогорский сельсовет   |
| 12 | Городище             | село    | ↘215      | Городищенский сельсовет   |
| 13 | Горская              | деревня | 117       | Верхнепашинский сельсовет |
| 14 | Епишино              | село    | 920       | Епишинский сельсовет      |
| 15 | Еркалово             | деревня | 53        | Епишинский сельсовет      |
| 16 | Каменск              | деревня | ↘30       | Городищенский сельсовет   |
| 17 | Каргино              | село    | 155       | Новокаргинский сельсовет  |
| 18 | Касово               | посёлок | 1         | Новогородокский сельсовет |
| 19 | Колмогорово          | деревня | ↘65       | Новоназимовский сельсовет |
| 20 | Кривляк              | посёлок | ↘677      | Кривлякский сельсовет     |
| 21 | Крутой Лог           | посёлок | 20        | Новокаргинский сельсовет  |
| 22 | Лосиноборское        | село    | ↘21       | Маковский сельсовет       |
| 23 | Луговатка            | село    | ↘34       | Луговатский сельсовет     |
| 24 | Майское              | посёлок | ↗505      | Майский сельсовет         |
| 25 | Маковское            | село    | ↘84       | Маковский сельсовет       |
| 26 | Малобелая            | деревня | 174       | Малобельский сельсовет    |
| 27 | Мариловцева          | деревня | ↘3        | Малобельский сельсовет    |
| 28 | Масленниково         | деревня | →1        | Подгорновский сельсовет   |
| 29 | Назимово             | деревня | ↘223      | Новоназимовский сельсовет |
| 30 | Напарино             | посёлок | ↗4        | Ярцевский сельсовет       |
| 31 | Нижнешадрино         | деревня | ↘32       | Ярцевский сельсовет       |
| 32 | Никулино             | деревня | ↘169      | Кривлякский сельсовет     |
| 33 | Новокаргино          | посёлок | 963       | Новокаргинский сельсовет  |
| 34 | Новоназимово         | посёлок | ↘882      | Новоназимовский сельсовет |
| 35 | Новый Городок        | посёлок | ↘273      | Новогородокский сельсовет |
| 36 | Озёрное              | село    | 1746      | Озерновский сельсовет     |
| 37 | Паршино              | деревня | 117       | Погодаевский сельсовет    |
| 38 | Плотбище             | село    | 346       | Плотбищенский сельсовет   |
| 39 | Погодаево            | село    | 284       | Погодаевский сельсовет    |
| 40 | Подгорное            | село    | 252       | Подгорновский сельсовет   |
| 41 | Подтёсово            | пгт     | ↘3668     | посёлок Подтёсово         |
| 42 | Потапово             | село    | ↘568      | Потаповский сельсовет     |
| 43 | Прутовая             | деревня | 99        | Верхнепашинский сельсовет |
| 44 | Рудиковка            | деревня | ↘34       | Городищенский сельсовет   |
| 45 | Савино               | деревня | ↘18       | Новокаргинский сельсовет  |
| 46 | Сергеево             | посёлок | ↘45       | Новоназимовский сельсовет |
| 47 | Смородинка           | деревня | 10        | Абалаковский сельсовет    |
| 48 | Сотниково            | деревня | 0         | Абалаковский сельсовет    |
| 49 | Суханово             | деревня | ↘3        | Маковский сельсовет       |
| 50 | Сым                  | село    | ↘171      | Сымский сельсовет         |
| 51 | Тархово              | деревня | 0         | Чалбышевский сельсовет    |
| 52 | Усть-Кемь            | посёлок | 1160      | Усть-Кемский сельсовет    |
| 53 | Усть-Пит             | село    | ↗535      | Усть-Питский сельсовет    |
| 54 | Усть-Тунгуска        | деревня | 267       | Абалаковский сельсовет    |
| 55 | Фомка                | деревня | ↘86       | Ярцевский сельсовет       |
| 56 | Чалбышево            | село    | 348       | Чалбышевский сельсовет    |
| 57 | Шадрино              | деревня | ↘35       | Усть-Кемский сельсовет    |
| 58 | Шапкино              | посёлок | ↘624      | Шапкинский сельсовет      |
| 59 | Широкий Лог          | посёлок | 37        | Новокаргинский сельсовет  |
| 60 | Шишмарево            | посёлок | ↘14       | Усть-Питский сельсовет    |
| 61 | Южаково              | деревня | 31        | Верхнепашинский сельсовет |
| 62 | Ялань                | деревня | 40        | Плотбищенский сельсовет   |
| 63 | Ярцево               | село    | ↘1367     | Ярцевский сельсовет       |

### Упразднённые населённые пункты
В Енисейском районе всего 2 упразднённых населённых пункта.
| № | Населённый пункт | Тип     | Год упразднения |
| - | ---------------- | ------- | --------------- |
| 1 | Верхнебельск     | Посёлок | 2021            |
| 2 | Верхнекемское    | Деревня | 2021            |

## Населённые пункты, не вошедшие в район
Существует несколько НП, которые находятся вне района. Они выделены в отдельных округах.
| № | Населённый пункт | Тип               | Население | Городской округ |
| - | ---------------- | ----------------- | --------- | --------------- |
| 1 | Енисейск         | Город             | 17 795    | Енисейск        |
| 2 | Лесосибирск      | Город             | 58 949    | Лесосибирск     |
| 3 | Стрелка          | Городской посёлок | 4594      | Лесосибирск     |
| 4 | Усть-Ангарск     | Посёлок           | 38        | Лесосибирск     |